# San Giovanni Grisostomo
San Giovanni Grisostomo (Sant Joan Crisòstom en català) és un temple catòlic al sestiere de Cannaregio, a Venècia (Itàlia).
L'església fou fundada el 1080 i quedà destruïda pel foc el 1475. La reconstrucció començà el 1497 sota la direcció de l'arquitecte renaixentista Mauro Codussi i el seu fill, Domenico. Les obres conclogueren el 1525. El campanar data de finals del segle xvi. L'interior es basa en un disseny de planta de creu grega.
A la part interior de la façana pengen dos grans llenços, anteriorment parts de l'orgue, de Giovanni Mansueti representant els sants Onofre, Àgata, Andreu i Joan Crisòstom. Sant Onofre era el sant cotitular, venerat per la confraternitat dels tintorers com a llur patró. El 1516 l'església rebé la donació d'un dit seu com a relíquia.
D'una de les capelles de la dreta penja un quadre representant els sants Jerònim, Cristòfor i Lluís (1513), de Giovanni Bellini. A la part posterior esquerra, la capella del Rosari guarda un dels primers treballs de Sebastiano del Piombo, Els sants Joan Crisòstom, Joan el Baptista, Joan l'Evangelista, Teodor, Magdalena, Llúcia i Caterina o, en la seva forma abreujada, Sant Joan Crisòstom i sis sants, encàrrec de Caterina Contarini. Vasari atribuí erròniament aquesta pintura a Giorgione, i no sense raó, perquè Sebastiano segueix de prop l'estil del mestre en aquesta obra.
A la paret de l'absis, una sèrie de llenços mostren passatges de la vida de sant Joan Crisòstom i Crist. L'altar major està presidit per un relleu del Descendiment. A l'esquerra s'hi troba una capella construïda per a Giacomo Bernabo, amb dissenys escultòrics de Codussi. El retaule de marbre de la Coronació de la Verge (1500-1502) fou acabat per Tullio Lombardo.

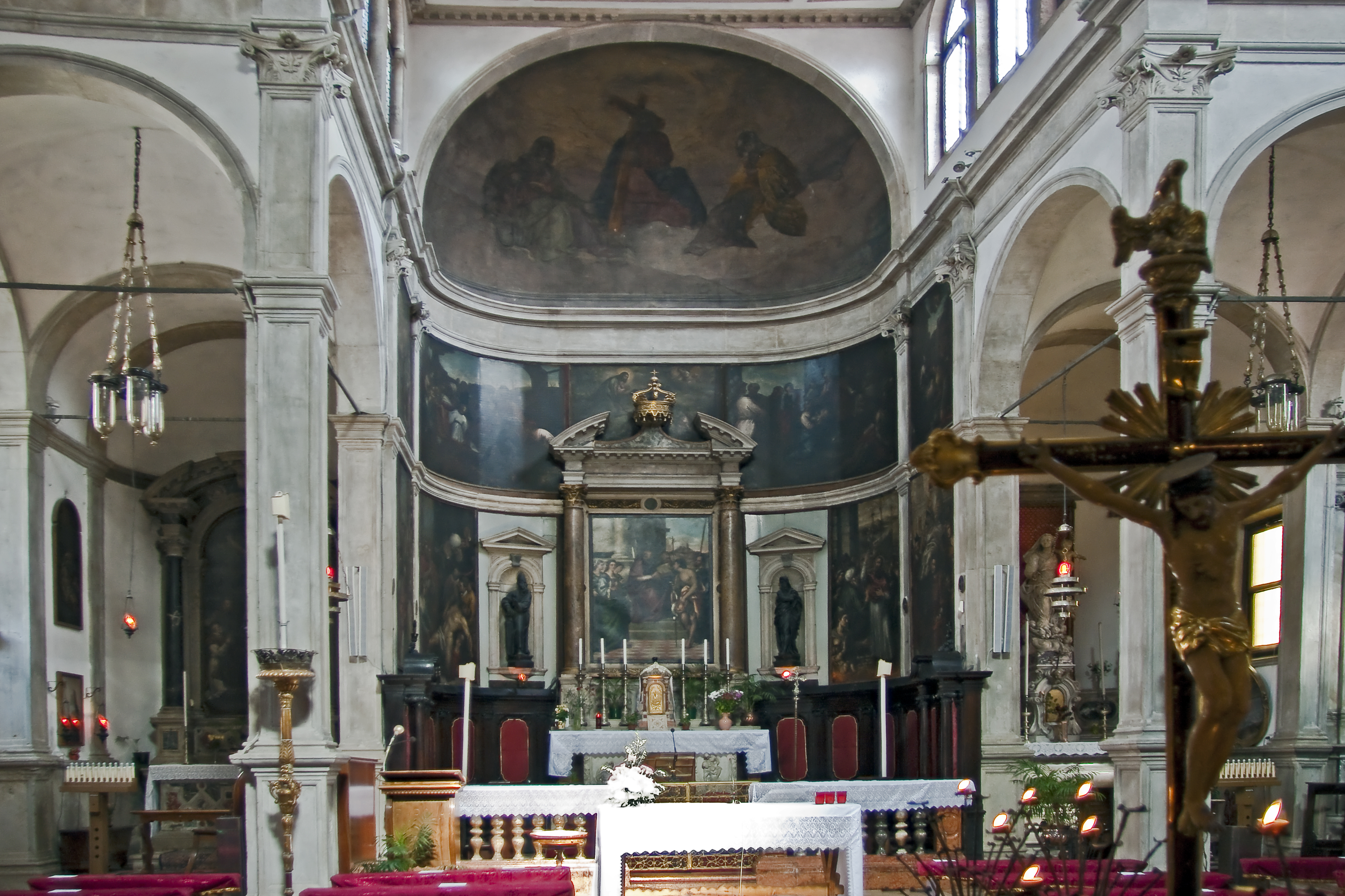
Interior de l'església
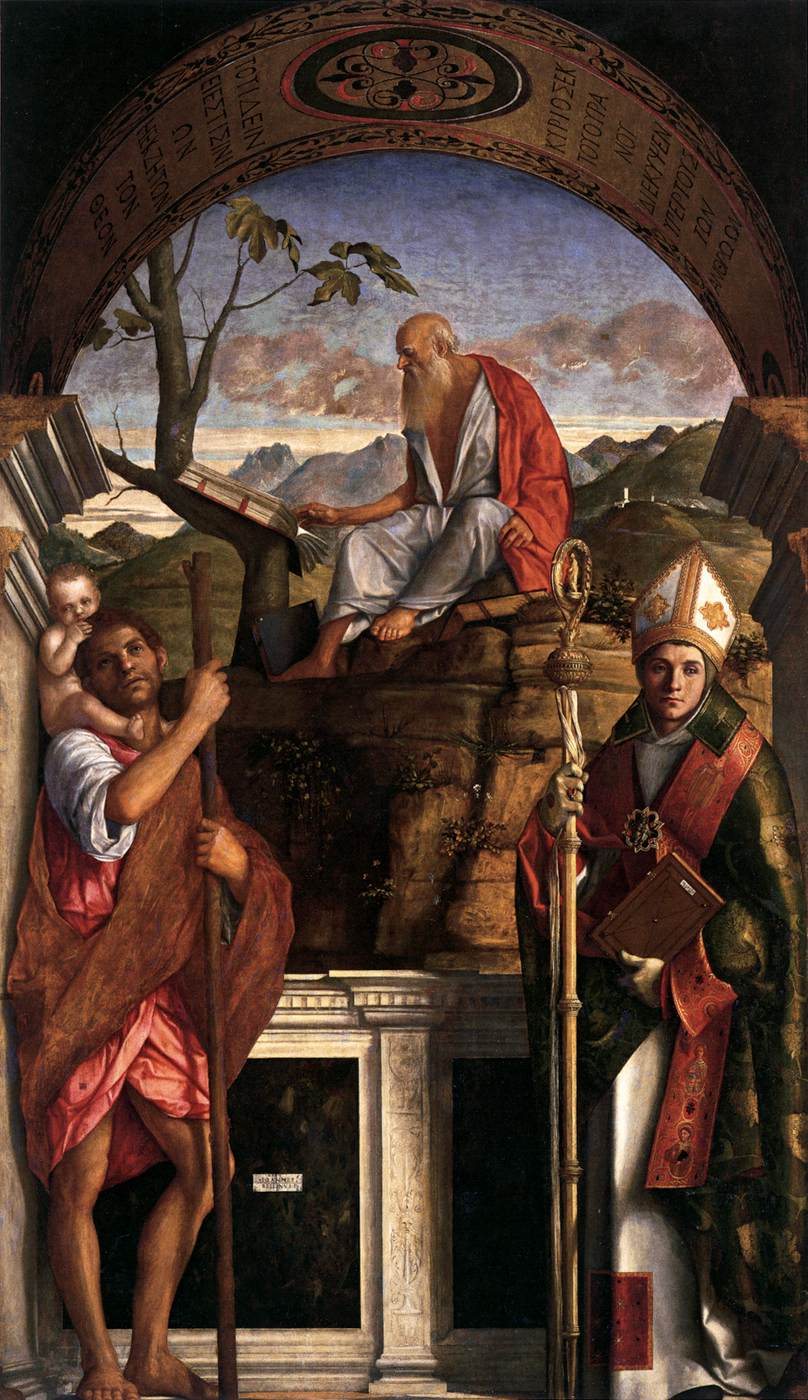
sants Jerònim, Cristòfor i Lluís Giovanni Bellini
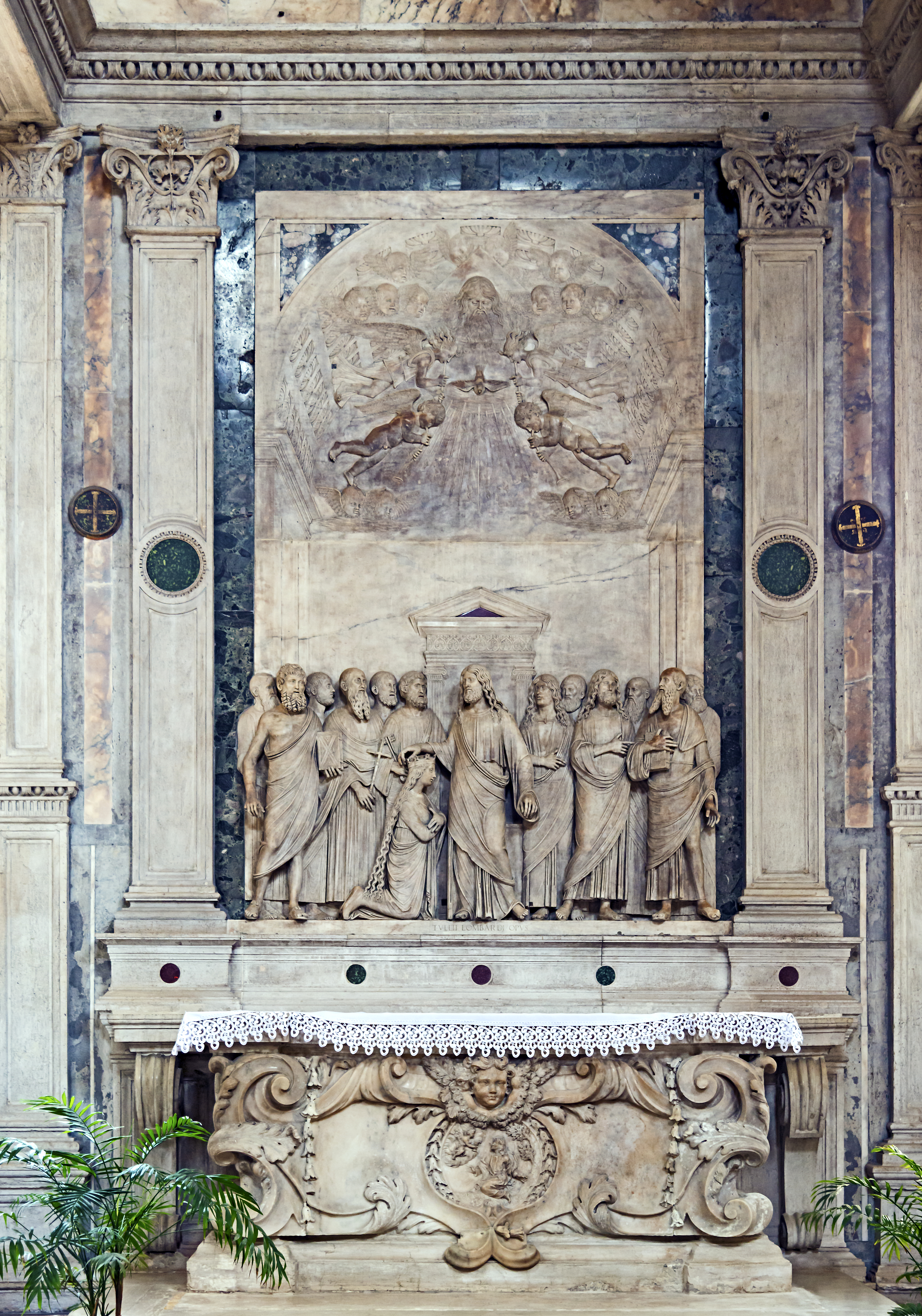
Coronació de la Verge  Tullio Lombardo.
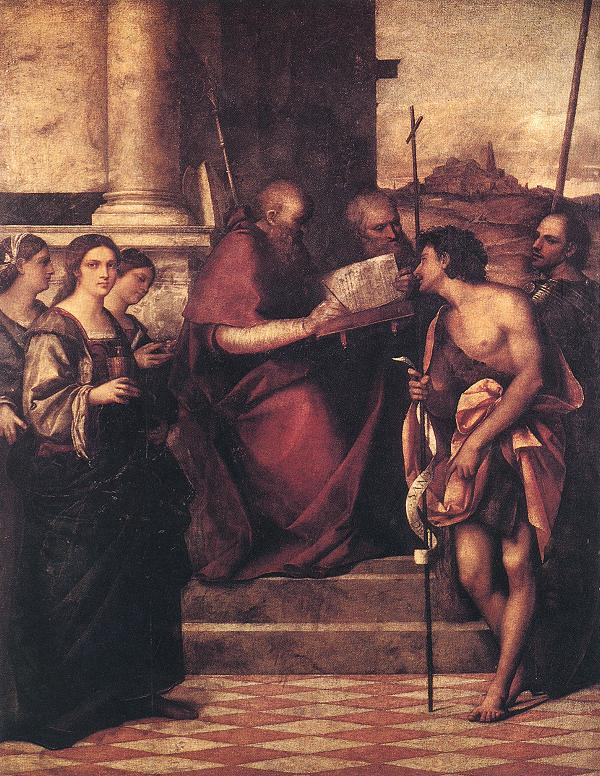
Sant Joan Crisòstom i sis sants, de Sebastiano del Piombo